# مسدور
مسدور (به عربی: مسدور) یک شهرداری در الجزایر است که در استان بویره واقع شده‌است.
 مسدور  ۱۰٬۷۲۳ نفر جمعیت دارد.